# David di Donatello europeo
Il David Europeo è stato un premio speciale assegnato dal 1973 al 1983 ai registi italiani e stranieri nell'ambito dei David di Donatello.

## Albo d'oro
- 1973: Vittorio De Sica per Una breve vacanza
- 1974: Franco Brusati per Pane e cioccolata
- 1975: Melvin Frank per Prigioniero della seconda strada
- 1976: Jan Troell per Una donna chiamata moglie
- 1977: Stanley Kubrick per Barry Lyndon
- 1978: Fred Zinnemann per Giulia
- 1979: Franco Zeffirelli
- 1980: John Schlesinger per Yankees
- 1981: Krzysztof Zanussi
- 1982: Ermanno Olmi
- 1983: Richard Attenborough per Gandhi